# Gran Premio del Canada 2016
Il Gran Premio del Canada 2016 è stata la settima prova della stagione 2016 del campionato mondiale di Formula 1. La gara si è disputata domenica 12 giugno 2016 sul circuito Gilles Villeneuve di Montréal. La gara è stata vinta dal britannico Lewis Hamilton su Mercedes, al suo quarantacinquesimo successo nel mondiale. Hamilton ha preceduto sul traguardo il tedesco Sebastian Vettel su Ferrari ed il finlandese Valtteri Bottas su Williams-Mercedes.

## Vigilia

### Aspetti tecnici
La Pirelli, fornitrice unica degli pneumatici, annuncia che, per il Gran Premio, fornirà coperture di mescola ultrasoft, supersoft e soft. Per la Q3 è assegnato un extra set di gomme ultrasoft, che andrà restituito al termine delle qualifiche mentre sarà a disposizione per la gara per tutti gli altri piloti. Per la prima volta in stagione due team, Renault e Haas, optano per due sole mescole.
Dopo l'incidente nelle prime fasi del precedente Gran Premio di Monaco, la Renault fornisce a Jolyon Palmer un nuovo telaio. A Palmer e a Max Verstappen, la Renault fornisce anche la nuova versione di motore, già impiegata a Monaco da Kevin Magnussen e Daniel Ricciardo. La Ferrari presenta una nuova versione del motore, che comporta l'utilizzo di due "gettoni" di sviluppo, spesi per aggiornare il compressore; l'aggiornamento del turbo invece, proposto dalla scuderia italiana, non ha comportato l'impiego di altri token. Anche la Honda, che fornisce i motori alla McLaren fa esordire in questo gran premio un nuovo turbo: anche tale modifica comporta l'utilizzo di due gettoni. La vettura inglese avrà a disposizione, da questa gara, anche un nuovo tipo di carburante, fornito dalla ExxonMobil.
La Federazione Internazionale dell'Automobile concede ai piloti di utilizzare il Drag Reduction System sul lungo rettilineo tra la curva dell'Epingle, e sul rettilineo dei box. Vi è un solo detection point, punto per la determinazione del distacco fra i piloti, posizionato dopo la curva 9.

### Aspetti sportivi
A seguito del precedente Gran Premio di Monaco, la FIA penalizza di tre posizioni, sulla griglia di partenza, il pilota della Toro Rosso Daniil Kvjat, avendolo riconosciuto colpevole di una collisione con Kevin Magnussen. Stessa sanzione è stata comminata a Marcus Ericsson, per la collisione col compagno di team Felipe Nasr.
Derek Warwick, ex pilota di Formula 1, è nominato commissario aggiunto per la gara. Il britannico ha svolto in passato, frequentemente, tale funzione, l'ultima al Gran Premio del Bahrein.

## Prove

### Resoconto
Lewis Hamilton ottiene il miglior tempo, nella prima sessione di prove libere del venerdì. Il campione del mondo precede di tre decimi Nico Rosberg, e di circa cinque Sebastian Vettel. Hamilton è l'unico a scendere sotto il limite del minuto e quindici secondi, utilizzando, nel giro più rapido, gomme ultrasoft, mentre il suco compagno di scuderia, Rosberg, si concentrava maggiormente con l'uso delle supersoft. Nel corso della prima parte di sessione, a causa di un malfunzionamento del DRS, la Williams di Felipe Massa è terminata contro le barriere alla prima curva. Al termine della sessione Max Verstappen è stato posto sotto indagine dai commissari, per aver ostacolato Bottas. Il pilota della Red Bull ha subito solo una reprimenda.
Anche nella seconda sessione Hamilton si conferma come il pilota più rapido. In questa fase l'inglese ottiene 1'14"212, nuovamente utilizzando coperture a mescola ultrasoft; il campione del mondo era stato il più rapido anche fin quando i piloti avevano testato le gomme di mescola supersoft. A differenza della sessione mattutina, il secondo posto è stato colto da Sebastian Vettel, che ha preceduto Nico Rosberg. L'altro pilota della Ferrari, Kimi Räikkönen ha chiuso con l'ottavo tempo, avendo preferito concentrarsi su una simulazione di gara. Jenson Button, che ha visto sostituire il turbo della sua McLaren, è scalato fino in sesta posizione, con lo stesso tempo di Valtteri Bottas, staccato di un secondo dal leader della graduatoria.
La sessione del sabato si è disputata sotto una leggera pioggia. Il più rapido è stato Sebastian Vettel (unico pilota a porsi sotto il limite del minuto e quattordici secondi), che ha preceduto Max Verstappen e Nico Rosberg. La sessione, che ha visto una intensificazione della pioggia, nella sua parte finale, è stata interrotta a pochi minuti dal termine, per un incidente che ha coinvolto Kevin Magnussen. La sessione non è stata poi ripresa.

### Risultati
Nella prima sessione del venerdì si è avuta questa situazione: 
| Pos | Nº | Pilota           | Costruttore | Tempo    | Gap    | Giri |
| --- | -- | ---------------- | ----------- | -------- | ------ | ---- |
| 1   | 44 | Lewis Hamilton   | Mercedes    | 1'14"755 |        | 22   |
| 2   | 6  | Nico Rosberg     | Mercedes    | 1'15"086 | +0"331 | 30   |
| 3   | 5  | Sebastian Vettel | Ferrari     | 1'15"243 | +0"488 | 22   |

Nella seconda sessione del venerdì si è avuta questa situazione:
| Pos | Nº | Pilota           | Costruttore | Tempo    | Gap    | Giri |
| --- | -- | ---------------- | ----------- | -------- | ------ | ---- |
| 1   | 44 | Lewis Hamilton   | Mercedes    | 1'14"212 |        | 43   |
| 2   | 5  | Sebastian Vettel | Ferrari     | 1'14"469 | +0"257 | 45   |
| 3   | 6  | Nico Rosberg     | Mercedes    | 1'14"738 | +0"526 | 46   |

Nella terza sessione del sabato si è avuta questa situazione:
| Pos | Nº | Pilota           | Costruttore               | Tempo    | Gap    | Giri |
| --- | -- | ---------------- | ------------------------- | -------- | ------ | ---- |
| 1   | 5  | Sebastian Vettel | Ferrari                   | 1'13"919 |        | 21   |
| 2   | 33 | Max Verstappen   | Red Bull Racing-TAG Heuer | 1'14"158 | +0"239 | 19   |
| 3   | 6  | Nico Rosberg     | Mercedes                  | 1'14"316 | +0"397 | 22   |

## Qualifiche

### Resoconto
A causa dell'incidente del mattino, e all'impossibilità di riparare la monoposto, Kevin Magnussen su Renault, non prende parte alle qualifiche. La situazione meteorologica è migliore di quella delle ultime libere, vista l'assenza della pioggia. Nella prima fase comunque, per evitare l'eventuale arrivo di precipitazioni, subito anche le vetture più competitive decidono di prendere la pista. Proprio all'inizio della sessione vi è un'incomprensione tra Sebastian Vettel e Lewis Hamilton, che finisce per penalizzare anche Nico Rosberg. La lotta tra Mercedes, Ferrari e Red Bull è serrata, per tutta la sessione. La spunta Nico Rosberg, che precede il connazionale Sebastian Vettel e Daniel Ricciardo. L'ultima parte della sessione è caratterizzata dall'arrivo della pioggia: Jolyon Palmer sfiora un muretto, mentre Rio Haryanto sbatte contro una protezione, rovinando la vettura.
Vengono eliminati i due piloti della Manor, i due della Sauber (con Pascal Wehrlein davanti al duo dei piloti della scuderia elvetica) e Jolyon Palmer.
Nella seconda sessione si riproduce, in parte, lo schema della prima, con quasi tutti i piloti che affrontano subito la pista, per evitare che la pioggia diventi troppo forte. Dopo pochi minuti dall'inizio della sessione, Carlos Sainz Jr. sbatte contro il muretto posto all'uscita della ultima chicane: la Q2 viene interrotta per rimuovere i detriti della vettura. In questa sessione permane la superiorità delle Mercedes, però la lotta, per le prime posizioni, si amplia anche alle Williams. Gli ultimi istanti della sessione vedono accendersi la battaglia, tra le scuderie di rincalzo, per l'accesso alla fase decisiva. Ne fa le spese Jenson Button, battuto, all'ultimo istante, da Fernando Alonso. Non passano alla Q3, oltre al pilota britannico, anche Sergio Pérez, Daniil Kvjat, e i due della Haas, oltre, naturalmente, a Sainz. Il tempo migliore della sessione è fatto segnare da Lewis Hamilton.
Nella terza fase Hamilton commette un errore, nel suo primo giro lanciato, ed è costretto a rinviare la ricerca del tempo. In realtà tutti i piloti fanno segnare, nel primo giro lanciato, tempi non significativi, provando così due giri di riscaldamento degli pneumatici. Lewis Hamilton si pone al comando della graduatoria, seguito, a pochi millesimi da Nico Rosberg. Sebastian Vettel è terzo, prima di essere sopravanzato da Max Verstappen. Nel secondo tentativo però il tedesco si migliora, e passa nuovamente terzo. Le posizioni di testa restano congelate, con Lewis Hamilton che conquista la sua cinquantatreesima pole position, la cinquantanovesima per la Mercedes, come costruttore. Al termine delle qualifiche, Carlos Sainz Jr. è costretto a sostituire il cambio; ciò comporta una penalizzazione di 5 posizioni sulla griglia di partenza.

### Risultati
Nella sessione di qualifica si è avuta questa situazione:
| Pos                         | Nº | Pilota            | Costruttore               | Q1          | Q2       | Q3       | Griglia |
| --------------------------- | -- | ----------------- | ------------------------- | ----------- | -------- | -------- | ------- |
| 1                           | 44 | Lewis Hamilton    | Mercedes                  | 1'14"121    | 1'13"076 | 1'12"812 | 1       |
| 2                           | 6  | Nico Rosberg      | Mercedes                  | 1'13"714    | 1'13"094 | 1'12"874 | 2       |
| 3                           | 5  | Sebastian Vettel  | Ferrari                   | 1'13"925    | 1'13"857 | 1'12"990 | 3       |
| 4                           | 3  | Daniel Ricciardo  | Red Bull Racing-TAG Heuer | 1'14"030    | 1'13"540 | 1'13"166 | 4       |
| 5                           | 33 | Max Verstappen    | Red Bull Racing-TAG Heuer | 1'14"601    | 1'13"793 | 1'13"414 | 5       |
| 6                           | 7  | Kimi Räikkönen    | Ferrari                   | 1'14"477    | 1'13"849 | 1'13"579 | 6       |
| 7                           | 77 | Valtteri Bottas   | Williams-Mercedes         | 1'14"389    | 1'13"791 | 1'13"670 | 7       |
| 8                           | 19 | Felipe Massa      | Williams-Mercedes         | 1'14"815    | 1'13"864 | 1'13"769 | 8       |
| 9                           | 27 | Nico Hülkenberg   | Force India-Mercedes      | 1'14"663    | 1'14"166 | 1'13"952 | 9       |
| 10                          | 14 | Fernando Alonso   | McLaren-Honda             | 1'15"026    | 1'14"260 | 1'14"338 | 10      |
| 11                          | 11 | Sergio Pérez      | Force India-Mercedes      | 1'14"814    | 1'14"317 | N.D.     | 11      |
| 12                          | 22 | Jenson Button     | McLaren-Honda             | 1'14"755    | 1'14"437 | N.D.     | 12      |
| 13                          | 26 | Daniil Kvjat      | STR-Ferrari               | 1'14"829    | 1'14"457 | N.D.     | 15      |
| 14                          | 21 | Esteban Gutiérrez | Haas-Ferrari              | 1'15"148    | 1'14"571 | N.D.     | 13      |
| 15                          | 8  | Romain Grosjean   | Haas-Ferrari              | 1'15"444    | 1'14"803 | N.D.     | 14      |
| 16                          | 55 | Carlos Sainz Jr.  | STR-Ferrari               | 1'14"714    | 1'21"956 | N.D.     | 20      |
| 17                          | 30 | Jolyon Palmer     | Renault                   | 1'15"459    | N.D.     | N.D.     | 16      |
| 18                          | 94 | Pascal Wehrlein   | Manor-Mercedes            | 1'15"599    | N.D.     | N.D.     | 17      |
| 19                          | 9  | Marcus Ericsson   | Sauber-Ferrari            | 1'15"635    | N.D.     | N.D.     | 21      |
| 20                          | 12 | Felipe Nasr       | Sauber-Ferrari            | 1'16"663    | N.D.     | N.D.     | 18      |
| 21                          | 88 | Rio Haryanto      | Manor-Mercedes            | 1'17"052    | N.D.     | N.D.     | 19      |
| Tempo limite 107%: 1'18"873 |    |                   |                           |             |          |          |         |
| NQ                          | 20 | Kevin Magnussen   | Renault                   | senza tempo | N.D.     | N.D.     | 22      |

In grassetto sono indicate le migliori prestazioni in Q1, Q2 e Q3.

## Gara

### Resoconto
Alla partenza Sebastian Vettel brucia le due Mercedes, ponendosi al comando; Nico Rosberg attacca Lewis Hamilton, ma termina nella via di fuga alla prima chicane e viene sfilato da molte vetture, ritrovandosi fuori dalla zona dei punti. Dietro al pilota della Ferrari resiste così il campione del mondo, seguito da Max Verstappen, Daniel Ricciardo, Kimi Räikkönen, Valtteri Bottas, Felipe Massa e Fernando Alonso.
Vettel, che nel primo giro accumula un buon vantaggio su Hamilton, va lungo all'ultima staccata e viene riavvicinato dal britannico. Inizia, nelle retrovie, la rimonta di Nico Rosberg, che passa Alonso ed è nono, dietro a Nico Hülkenberg. Al decimo giro si ritira Jenson Button, con un principio d'incendio sulla sua McLaren; sul luogo viene stabilita, per breve tempo, la Virtual Safety car.
All'undicesimo giro sia Vettel che Räikkönen, effettuano la loro prima sosta, montando gomme supersoft. Il tedesco rientra quarto, dietro alle due Red Bull. Dopo alcuni tentativi infruttuosi, Sebastian Vettel supera Daniel Ricciardo, al giro 17. Un giro dopo il tedesco passa anche l'altra Red Bull, quella di Verstappen, e si pone secondo. L'olandese va ai box al ventesimo giro, seguito, dopo un giro, anche dal compagno di scuderia. Nei giri successivi effettuano il cambio gomme anche Bottas e Lewis Hamilton, che opta per le morbide. Sebastian Vettel si ritrova così a condurre, davanti a Hamilton, poi Verstappen, Räikkönen, Ricciardo e Bottas. Intanto Rosberg, dopo aver passato Sergio Pérez, è settimo.
Al giro 34 seconda sosta per Kimi Räikkönen, in crisi con le gomme. Due giri dopo, un errore di Ricciardo all'ultima chicane, consente a Bottas di scalare in quarta posizione. Al trentasettesimo giro si ritira Felipe Massa, mentre anche Vettel si ferma per la seconda volta, optando per gomme soft. Torna al comando Lewis Hamilton, che precede lo stesso Vettel e Verstappen. Al giro 38 Rosberg passa Ricciardo, che torna ai box, dove una piccola indecisione dei meccanici costa all'australiano circa un secondo. Il tedesco della Mercedes è quinto, dietro a Bottas.
Al quarantaseiesimo giro, mentre Vettel si avvicina al leader di gara, Max Verstappen effettua la seconda sosta, rientrando in pista quinto. Rosberg è costretto, da una foratura, a un secondo cambio gomme, al cinquantunesimo passaggio. Al momento del ritorno sul tracciato è solo settimo.
Tra il cinquantaquattresimo e il cinquantasettesimo giro Nico Rosberg passa prima Ricciardo, poi Räikkönen. Sebastian Vettel, nel tentativo di avvicinarsi a Hamilton, commette alcuni errori di guida, e non può ridurre il margine. Negli ultimi giri Rosberg attacca Verstappen, ma il pilota della Red Bull resiste fino al penultimo giro, quando viene sopravanzato dal tedesco all'ultima chicane: Rosberg perde però il controllo della monoposto, rimanendo così dietro a Verstappen.
Lewis Hamilton si aggiudica il gran premio, sfruttando una strategia a una sola sosta, contro le due del secondo, Sebastian Vettel. Primo podio in stagione per Valtteri Bottas.

### Risultati
I risultati del Gran Premio sono i seguenti:
| Pos | Nº | Pilota            | Costruttore          | Giri | Tempo/Ritiro    | Griglia | Punti |
| --- | -- | ----------------- | -------------------- | ---- | --------------- | ------- | ----- |
| 1   | 44 | Lewis Hamilton    | Mercedes             | 70   | 1h31'05"296     | 1       | 25    |
| 2   | 5  | Sebastian Vettel  | Ferrari              | 70   | +5"011          | 3       | 18    |
| 3   | 77 | Valtteri Bottas   | Williams-Mercedes    | 70   | +46"422         | 7       | 15    |
| 4   | 33 | Max Verstappen    | Red Bull-TAG Heuer   | 70   | +53"020         | 5       | 12    |
| 5   | 6  | Nico Rosberg      | Mercedes             | 70   | +1'02"093       | 2       | 10    |
| 6   | 7  | Kimi Räikkönen    | Ferrari              | 70   | +1'03"017       | 6       | 8     |
| 7   | 3  | Daniel Ricciardo  | Red Bull-TAG Heuer   | 70   | +1'03"634       | 4       | 6     |
| 8   | 27 | Nico Hülkenberg   | Force India-Mercedes | 69   | +1 giro         | 9       | 4     |
| 9   | 55 | Carlos Sainz Jr.  | STR-Ferrari          | 69   | +1 giro         | 20      | 2     |
| 10  | 11 | Sergio Pérez      | Force India-Mercedes | 69   | +1 giro         | 11      | 1     |
| 11  | 14 | Fernando Alonso   | McLaren-Honda        | 69   | +1 giro         | 10      |       |
| 12  | 26 | Daniil Kvjat      | STR-Ferrari          | 69   | +1 giro         | 15      |       |
| 13  | 21 | Esteban Gutiérrez | Haas-Ferrari         | 68   | +2 giri         | 13      |       |
| 14  | 8  | Romain Grosjean   | Haas-Ferrari         | 68   | +2 giri         | 14      |       |
| 15  | 9  | Marcus Ericsson   | Sauber-Ferrari       | 68   | +2 giri         | 21      |       |
| 16  | 20 | Kevin Magnussen   | Renault              | 68   | +2 giri         | 22      |       |
| 17  | 94 | Pascal Wehrlein   | Manor-Mercedes       | 68   | +2 giri         | 17      |       |
| 18  | 12 | Felipe Nasr       | Sauber-Ferrari       | 68   | +2 giri         | 18      |       |
| 19  | 88 | Rio Haryanto      | Manor-Mercedes       | 68   | +2 giri         | 19      |       |
| Rit | 19 | Felipe Massa      | Williams-Mercedes    | 35   | Power Unit      | 8       |       |
| Rit | 30 | Jolyon Palmer     | Renault              | 16   | Perdita d'acqua | 16      |       |
| Rit | 22 | Jenson Button     | McLaren-Honda        | 9    | Power Unit      | 12      |       |

## Classifiche mondiali

### Piloti
| Pos | Pilota            | Punti |
| --- | ----------------- | ----- |
| 1   | Nico Rosberg      | 116   |
| 2   | Lewis Hamilton    | 107   |
| 3   | Sebastian Vettel  | 78    |
| 4   | Daniel Ricciardo  | 72    |
| 5   | Kimi Räikkönen    | 69    |
| 6   | Max Verstappen    | 50    |
| 7   | Valtteri Bottas   | 44    |
| 8   | Felipe Massa      | 37    |
| 9   | Sergio Pérez      | 24    |
| 10  | Daniil Kvjat      | 22    |
| 11  | Romain Grosjean   | 22    |
| 12  | Fernando Alonso   | 18    |
| 13  | Nico Hülkenberg   | 18    |
| 14  | Carlos Sainz Jr.  | 18    |
| 15  | Kevin Magnussen   | 6     |
| 16  | Jenson Button     | 5     |
| 17  | Stoffel Vandoorne | 1     |

### Costruttori
| Pos | Costruttore               | Punti |
| --- | ------------------------- | ----- |
| 1   | Mercedes                  | 223   |
| 2   | Ferrari                   | 147   |
| 3   | Red Bull Racing-TAG Heuer | 130   |
| 4   | Williams-Mercedes         | 81    |
| 5   | Force India-Mercedes      | 42    |
| 6   | STR-Ferrari               | 32    |
| 7   | McLaren-Honda             | 24    |
| 8   | Haas-Ferrari              | 22    |
| 9   | Renault                   | 6     |